# Альфа-особина

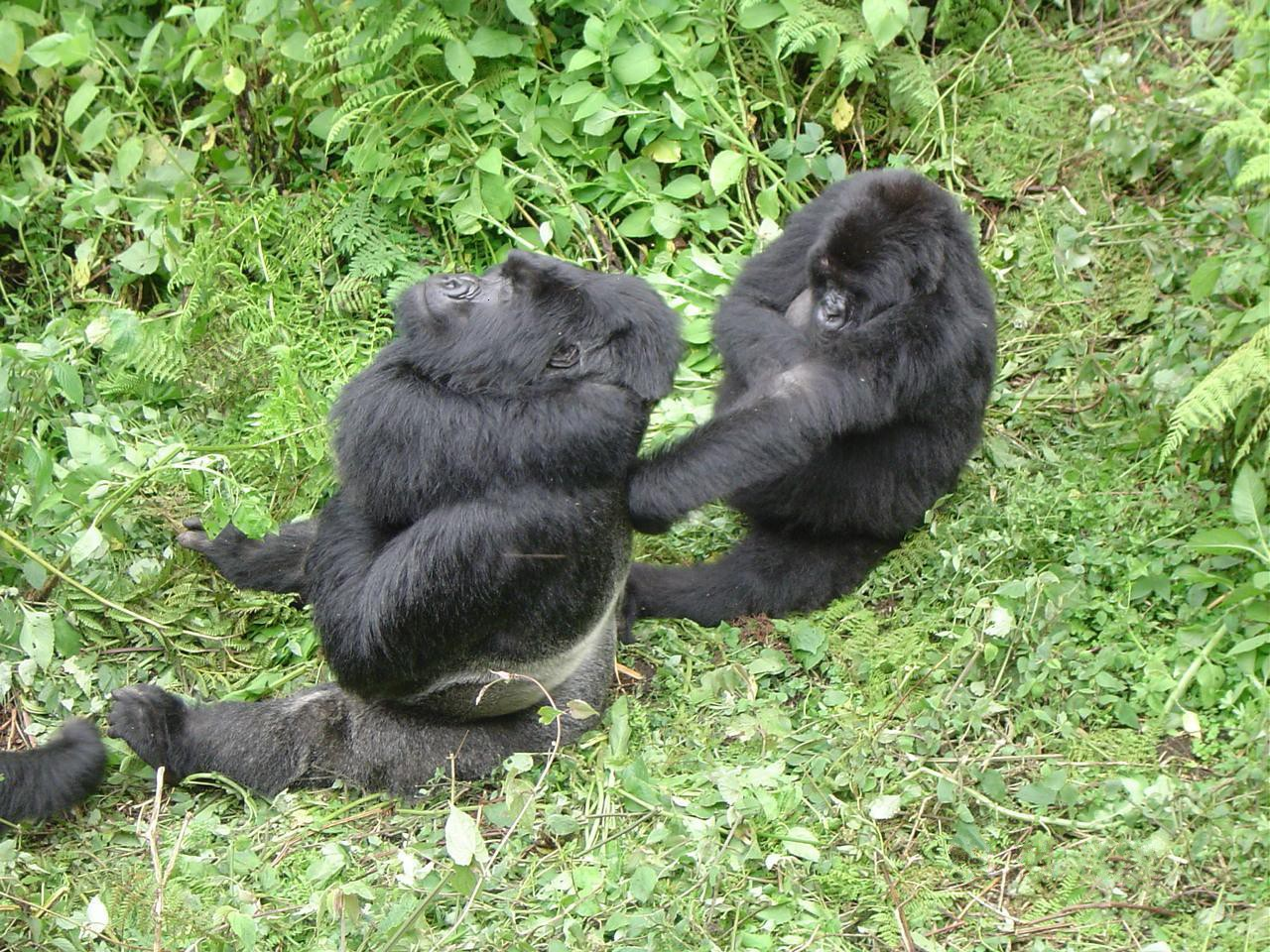
У горил зазвичай тільки альфи отримують додаткові послуги, такі як груммінг, з боку інших осіб

Альфа-особина — в дослідженнях соціальних тварин позначення особин найвищого рангу. Є альфа-самець і/або альфа-самка, яким підпорядковуються інші особини. Коли є й альфа-самець, і альфа-самка, то це альфа-пара. Альфа-статус найчастіше отримується через фізичну перевагу.

## Альфи
Альфами можуть бути як самці, так і самки, а також і ті та інші, в залежності від виду. Коли самець і самка виконують цю роль спільно, їх називають альфа-парою. інші тварини у групі зазвичай виявляють стосовно до альф різні ознаки підпорядкування.
Альфи зазвичай отримують переважний доступ до їжі, хоча ступінь цього переваги варіюється в залежності від виду. Альфи чоловічої або жіночої статі можуть отримати переважний доступ до сексу. У деяких видів розмножуються тільки альфи або альфа-пари.
Альфи можуть досягти свого статусу з допомогою фізичної сили й агресії, або з допомогою соціальних зусиль і створення альянсів всередині групи, або, частіше, просто шляхом розмноження, бувши батьком або матір'ю всіх членів своєї зграї.
Зміна альфа-статусу іноді відбувається в результаті бійки між домінантною і підлеглою твариною. Ці бійки іноді ведуть до смерті, в залежності від виду.
У людей зміна альф зазвичай відбувається в результаті революції чи повстання.

## Бети та омеги
У дослідженнях з етології соціальним тваринам в ієрархічній спільноті іноді присвоюються й інші градації, такі як бета, гамма і омега.
Бета-особини часто виступають як заступники альфи, і, якщо альфа помирає або іншим чином втрачає свій статус, їх місце займають бета. У деяких видів птахів самці спаровуються по двоє: бета-самець допомагає альфа-самцю. Було встановлено, що соціальний статус тварин робить істотний вплив на поведінку залицяння і загальний репродуктивний успіх .
Омега (позначається як ω) служить для позначення нижчої касти ієрархічного суспільства. Омега-особини підкоряються всім іншим в спільноті, і інші в групі очікують від них такої поведінки. Омеги можуть також використовуватися як козли відпущення або їм може бути надано найнижчий пріоритет при розподілі їжі.

## Приклади

### Примати
Звичайні шимпанзе для встановлення і підтримки альфа-позиції використовують силу, інтелект і політичні альянси. Альфа-самці, які використовують тільки залякування і агресію, щоб зберегти свою позицію, часто провокують невдоволення. У таких випадках утворюються коаліції, які в якийсь момент повалять альфа-самця. Відомі випадки, коли група вбивала альфа-самця. Звичайні шимпанзе демонструють повагу до альфа-спільноти за допомогою ритуальних поз і жестів, таких як демонстрація спини, присідання, поклони або похитування. Шимпанзе нижчого рангу, ніж самець альфа, запропонують свою руку, хрюкнув самцеві альфа в знак підпорядкування. Спільноти бонобо, з іншого боку, управляються альфа-самками. Самці для отримання рангу повинні спілкуватися з самками, тому що останні домінують в соціальному середовищі. Якщо самець-бонобо хоче досягти альфа-статусу, він повинен бути прийнятий альфа-самкою. Для підвищення соціального статусу самки-бонобо використовують гомосексуальний секс. Статусні самки рідко обслуговують сексуально інших самок, але самки з низьким статусом сексуально взаємодіють з усіма самками.
Горили для підвищення статусу використовують залякування. Дослідження, проведене щодо репродуктивної поведінки самців гірських горил (Gorilla beringei beringei), виявило додаткові докази того, що домінантні самці мають переваги в розмноженні, навіть у групах великого розміру з великою кількістю самців. Дослідження також дійшло до висновку, що доступ до спаровування знижується у горил менш різко, ніж у інших видів приматів: альфа, бета і гамма демонструють більш схожий успіх у спарюванні, ніж передбачалося раніше.
Дослідження капуцинів мавп (Cebus apella nigritus) показало, що альфа-самець капуцин є кращим партнером для дорослих самок. Проте внаслідок ієрархії домінування серед самок доступ до альфа-самців мали тільки альфа-самки.
Дослідник приматів М. Фостер (M. W. Foster) виявив, що лідерами частіше стають не самі фізично сильні особини, а ті, хто робить більше для всього спільноті.

### Собачі
У минулому панівна точка зору на зграї сірих вовків полягала в тому, що в них відбувається постійна боротьба за домінування, при цьому домінантні особини згадувалися як «альфа» самець і самка, а підлеглі — як «бета» і «омега». Ця термінологія була вперше використана в 1947 році Рудольфом Шенкелем з Базельського університету, який заснував свої висновки на дослідженні поведінки сірих вовків в неволі. Цей погляд на динаміку зграї сірого вовка був пізніше популяризований дослідником Девідом Мехом (David Mech) в його книзі 1970 року «Вовк». Пізніше він виявив додаткові докази того, що концепція альфа-самця, можливо, була помилковою інтерпретацією неповних даних, і формально дезавуював цю термінологію в 1999 році. Він пояснив, що ця концепція значною мірою була заснована на поведінці в неволі зграй, що складаються з неспоріднених особин. Ця думка відображала колись переважну думку, що формування зграй відбувається взимку з поодиноких вовків. Більш пізні дослідження диких вовків показали, що зграя, як правило, являє собою сім'ю, що складається з пари і їх нащадків попередніх 1-3 років. Девід Мех писав, що в такій зграї використання терміна «альфа» для опису батьківської пари «не більш доречно, ніж називати альфою людину-батька». Далі Мех зазначає, що термінологія помилково передбачає «ієрархію домінування на основі сили». За 13 років спостережень за дикими вовками він жодного разу не спостерігав суперництва між ними.
В деяких інших видах собачих альфа-самець може не мати ексклюзивного доступу до альфа-самці. Наприклад, у гієноподібної собаки (Lycaon pictus) члени зграї можуть охороняти лігво альфа-самки і її цуценят.